# Vincenzo Palazzotto
Vincenzo Palazzotto (Palermo, 5 febbraio 1931 – Palermo, 24 giugno 2005) è stato un architetto italiano attivo a Palermo.

## Biografia
Figlio di Emanuele Palazzotto jr. (1886-1963) e della baronessa Angela Mancuso Peria, originaria di Palazzo Adriano, sposa nel 1964 Mimì Avellone Mormino, appartenente alla famiglia originaria di Roccapalumba (Palermo), tra i cui esponenti era il barone d'Intorella, e per parte di madre trisnipote di Pasquale Mormino, con la quale ha quattro figli: Emanuele, Alessandro, Pierfrancesco e Giorgio.
Si laurea in Architettura presso l'Università degli Studi di Palermo nel 1960 con Luigi Epifanio. 
Prosegue, come unico discendente diretto, l'antica tradizione familiare nell'arte edificatoria a Palermo per la quinta generazione, dopo Salvatore Palazzotto, Emmanuele Palazzotto, Giovan Battista Palazzotto, Francesco Paolo Palazzotto, e il padre Emanuele Palazzotto jr., e l'accompagna all'attività universitaria, prima come assistente di Gino Levi-Montalcini e di Gianni Pirrone, e poi come docente presso la cattedra di Disegno e Rilievo della Facoltà di Architettura di Palermo.

## Attività professionale
Già negli anni '50 sperimenta la creazione di elementi d'arredo di design e, poi, collabora nello studio di Pietro Airoldi, impegnandosi come direttore dei lavori delle ville progettate da Giuseppe Samonà a Falconara di Baida (Palermo).
Tra le architetture più significative si segnala la villa Crisci a Palermo (1974), frutto di un'evoluzione razionalistica matura che organizza i volumi squadrati, dotati di grandi aperture, accompagnando il naturale declivio della collina in cui sorge la costruzione. 
Sulla medesima linea progettuale in cui forme geometriche semplici sono abilmente raccordate è il Mercato Ittico (1977) a Portopalo di Capo Passero (Siracusa), opera fondamentale per la principale economia del luogo.
Di ancora maggior prestigio la nuova Pretura Circondariale di Termini Imerese (Palermo) (1991-2004) progettata con il figlio Emanuele, anch'egli architetto e docente universitario a Palermo, e ultima delle sue opere realizzate, in cui la chiave progettuale risiede anche nella citazione degli archi del locale acquedotto romano, archi che formano le campiture dell'imponente prospetto che si affaccia dalla collina sull'autostrada Palermo Catania.
La sua attività autonoma si sviluppa anche attorno alla ristrutturazione interna di numerosi appartamenti cittadini e molte sedi di agenzie bancarie. Palazzotto fu, infatti, tecnico di fiducia e perito dai primi anni '80 del XX secolo del Banco di Sicilia e unico architetto a Palermo del Banco di Roma per oltre 15 anni.
Altre occasioni di significativo riscontro si riscontrano in restauri, tra cui si ricordano l'ottocentesca palazzina Zalapì in corso Pisani (1991-93) a Palermo e il sei-settecentesco palazzo Chiaramonte Bordonaro (1997-2003), in pieno Centro Storico, a piazza Pretoria di fronte a Palazzo delle Aquile, solo parzialmente attuato per contrasti sorti con parte della proprietà
Il prestigio riconosciutogli come docente e professionista lo portarono a rappresentare l'Ordine degli Architetti di Palermo in seno alla Commissione Edile del Comune dal 1985 al 1990.

## Attività di ricerca
Fondamentale il suo contributo dal 1976 al 1979, per la redazione in collaborazione del primo inventario della cosiddetta Dotazione Basile della Facoltà di Architettura di Palermo, ovvero la collezione di disegni degli architetti Giambattista Basile ed Ernesto Basile, composta da circa 3000 disegni che vennero ordinati, classificati e schedati, consentendo quella notevole mole di ricerche e pubblicazioni che, per l'appunto, presero le mosse proprio da quel primo lavoro, il quale, per altro, trovò una ribalta internazionale nella mostra monografica organizzata alla Biennale di Venezia nel 1980. È documentato co-responsabile della collezione ancora nel 1982.
Almeno dai primi anni '70 procede alla sistemazione, riconoscimento e ordinamento dei disegni dell’Archivio Palazzotto di Palermo, un coacervo di oltre 2000 disegni architettonici dal XVII al XX secolo, dando la stura ad una serie di studi sull'architettura siciliana del '700 e '800, e in particolare sui Marvuglia, che così avrebbero avuto finalmente esiti innovativi ed estremamente rilevanti per la storiografia artistica. 
Spiccano, tra i primi esiti, i lavori del prof. Vincenzo Capitano, condotti in forma di profonda collaborazione e partecipazione intellettuale. 
Del tutto pregno di novità, in relazione alla produzione di Giuseppe Venanzio Marvuglia presso l'Accademia Nazionale di San Luca a Roma, ed esemplare della fino ad allora sconosciuta modalità di approccio accademico di quella istituzione, è il testo V. Capitano, I disegni e i rilievi di Giuseppe Venanzio Marvuglia nell'Archivio Palazzotto, con contributi filologici di V. Palazzotto, in “XY. Dimensioni del Disegno”, nn. 6-7, Roma 1989, pp. 47-60.
Tra le sue ricerche spiccano alcuni studi su Giuseppe Venanzio Marvuglia, uno dei principali architetti del neoclassicismo italiano, sull'architettura funeraria a Palermo, su Emmanuele Palazzotto, sulla Chiesa di San Francesco Saverio (Palermo) e sull'architettura siciliana tra '800 e '900, che ebbero esiti a stampa. 
Rilevante anche la partecipazione all'organizzazione di mostre scientifiche tra cui Urbanistici a Palermo (1800-1939) nel Foyer del Teatro Politeama di Palermo (1975-1976), sede a quel tempo della Galleria d'Arte Moderna, che vide per la prima volta esposti moltissimi disegni del tutto inediti e sconosciuti di alcuni dei maggiori architetti operanti a Palermo nell'arco cronologico scelto, la citata monografica su Ernesto Basile alla Biennale di Venezia del 1980 e, ancora a Palermo, la mostra Palermo 1900, tenutasi sempre alla Galleria d'Arte Moderna, quella sulle relazioni tra le trasformazioni nell'800 dei centri storici di Palermo e Catania (Villa Pantelleria, 1981), ancora su Ernesto Basile Architetto (Teatro Massimo Vittorio Emanuele, 1981), su "Accademia e Professione nel disegno di Architettura" (Palermo, Palazzo Chiaramonte-Steri, 1991), etc.
Non mancarono la partecipazione a incontri di studi, convegni e seminari di cui si ricordano a Palermo Sicilia Classica e Sicilia Neoclassica: storia e progetto dell'architettura tra Il Sette e l'Ottocento (1987), L'Architettura in Sicilia nel Settecento (1989), Palermo Liberty: la città nella città (1991).

## Altre opere civili ed industriali
- progetto per Albergo a Canicattì (1963)
- progetto per edificio in viale Regina Margherita a Canicattì (1964)
- progetto per edificio di civile abitazione a Canicattì (1964)
- progetto per villa a Falconara di Baida Palermo (1966)
- progetto per Campeggio con attrezzature a S. Croce Camerina (1977)
- progetto per villa Riccobono a Partanna-Mondello (1978)
- progetto per villa Barbuscia a Partanna-Mondello (1978)

## Onorificenze
Nel 2004 riceve dal Rotary Club Palermo, Club Decano del Distretto 2110 Sicilia e Malta (fondato nel 1924), il Paul Harris Fellow del Rotary International, premio intitolato al fondatore Paul P. Harris.
Nel 2005 Il Rotary Club Palermo Decano lo nominò socio onorario.